# Misura a valori operatoriali positivi
In matematica e fisica, una misura a valori operatoriali positivi o POVM, dall'inglese Positive-Operator Valued Measure, è un oggetto matematico utilizzato in meccanica quantistica che, per ogni stato di un sistema quantistico, associa una probabilità ad ogni possibile esito di una misura di una quantità fisica.
Le POVM vengono utilizzate frequentemente in informatica quantistica e nella teoria della misura quantistica, in particolar modo in problemi di ottimizzazione.
Sono un caso più generale delle misure a valori di proiettori (o PVM, dall'inglese "Projector-Valued Measurement").

## Definizione
Una POVM è un'applicazione {\displaystyle f:S\to B(H)} da una σ-algebra {\displaystyle S\subset X} a valori nell'insieme degli operatori limitati su uno spazio di Hilbert {\displaystyle B(H)} che soddisfa le seguenti proprietà:
- {\displaystyle f(A)>0} per ogni A misurabile.
- {\displaystyle f(X)=I}, dove {\displaystyle I} è l'identità.
- Per ogni insieme numerabile di insiemi misurabili {\displaystyle {A_{n}}} a due a due disgiunti si ha:

{\displaystyle \sum f(A_{n})=f(\cup A_{n})\ }
dove la serie è intesa convergere debolmente.
Nella meccanica quantistica si interpreta l'insieme {\displaystyle X}, sul quale è definita la σ-algebra, come l'insieme dei possibili risultati di una misura di una quantità fisica. Come conseguenza, {\displaystyle X} può essere {\displaystyle \mathbb {R} } con la σ-algebra degli insiemi misurabili secondo Lebesgue o un insieme finito con l'insieme potenza come σ-algebra.
La probabilità che il risultato di una misura associata ad una POVM su un sistema fisico descritto dall'operatore densità {\displaystyle \rho } sia contenuto nell'insieme misurabile A è dato dalla regola di Born:
{\displaystyle P(x\in A)=\operatorname {Tr} [f(A)\rho ]}
Con questa regola è possibile giustificare la definizione di POVM. Infatti da questa deriva il fatto che P sia una distribuzione di probabilità, ovvero una misura normalizzata ad uno.

## Esempi
- Se X è un insieme finito di cardinalità n allora S viene preso usualmente come l'insieme potenza di X e la generica POVM è descritta come un insieme di n operatori positivi e limitati {\displaystyle {E_{i}}} che sommano all'identità. Un caso di questa situazione si ha per lo spin.
- Una risoluzione proiettiva dell'identità {\displaystyle {|x\rangle \langle x|}} è una POVM sull'insieme dei valori {x}, infatti un proiettore è sempre un operatore positivo e limitato e per definizione la risoluzione somma all'identità. Per ragioni storiche nei postulati della meccanica quantistica spesso si fa riferimento alla risoluzione associata ad un operatore autoaggiunto (o più correttamente ad un operatore normale) invece che al concetto più generale di POVM: questo è possibile perché, per il teorema di Neumark, ad ogni POVM è associata una risoluzione proiettiva dell'identità su uno spazio più ampio.